# 金剛頂大秘密瑜伽タントラ
金剛頂大秘密瑜伽タントラ（こんごうちょうだいひみつゆがタントラ、梵: Vajraśekhara-mahāguhyayoga Tantra, ヴァジュラシェーカラ・マハーグヒヤヨーガ・タントラ）とは、仏教の密教経典『金剛頂経』系のテキストの1つであり、不空の『金剛頂経瑜伽十八会指帰』（大正蔵869）の分類における第二会・第三会に相当する。
歴史的にはチベット仏教のみに伝承され、漢訳されることが無かった。

## 日本語訳
- 『全訳 金剛頂大秘密瑜伽タントラ』(「金剛頂経」系密教原典研究叢刊 1) 北村太道・タントラ仏教研究会 訳、起心書房、2012年